# Eugenesia en Estados Unidos

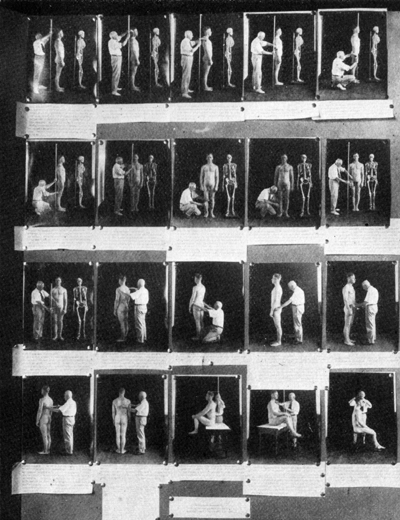
Exhibición de antropometría mostrada en la Segunda Exhibición Internacional de Eugenesia llevada a cabo entre el 22 de septiembre y el 22 de octubre de 1921 en el Museo Americano de Historia Natural en Nueva York.

La eugenesia en Estados Unidos ha desempeñado un papel significativo en la historia y cultura de este país. La eugenesia, entendida como el estudio y práctica de la «mejora» de las características genéticas de las poblaciones humanas a través de la cría y esterilización selectiva, fue practicada en Estados Unidos muchos años antes de que tuvieran lugar los programas de eugenesia nazi y, de hecho, los programas estadounidenses proporcionaron gran parte de la inspiración para estos últimos.
Popular a inicios del siglo XX, era considerada un método de establecer orden y uniformidad en la población. Al popularizar la idea de un carácter genético ideal, el movimiento eugenésico proveyó a las personas un fin último que alcanzar. Según las últimas investigaciones, unas 60 000 fueron esterilizadas forzosamente en Estados Unidos entre 1909 y 1979, 20 000 de ellas en California donde existía la Ley de Eugenesia.

## Historia

### Primeros proponentes
El movimiento eugenésico estadounidense se originó en las ideas deterministas biológicas de Sir Francis Galton, expuestas en los años 1880. Galton estudió las clases altas del Reino Unido y llegó a la conclusión que su posición social se debía a su configuración genética superior. Los primeros defensores de la eugenesia creían que la especie humana debía dirigir su propia evolución a través de la cría selectiva. Asimismo, tendieron a creer en la superioridad genética de los pueblos nórdicos y anglosajones; por lo que apoyaron leyes estrictas de inmigración y antimiscegenación y apoyar los programas de esterilización forzada de los pobres, discapacitados e «inmorales».
El movimiento eugenésico estadounidense recibió amplio financiamiento de varias fundaciones corporativas, incluyendo el Instituto Carnegie, la Fundación Rockefeller y de la fortuna del magnate ferroviario Edward Henry Harriman. En 1906, John Harvey Kellogg proporcionó financiamiento para fundar la Fundación para la mejora de la raza en Battle Creek, Míchigan. La Eugenics Record Office (Oficina de Registro de Eugenesia) fue fundada en Cold Spring Harbor (Nueva York) en 1911 por el renombrado biólogo Charles Benedict Davenport, gracias al dinero de la fortuna de Harriman y del Instituto Carnegie. Para la década de 1920, la Eugenics Record Office era una de las organizaciones líderes en el movimiento eugenésico estadounidense. En los años subsiguientes, la Eugenics Record Office recogió una masa de información sobre árboles genealógicos y concluyó que aquellos que no eran aptos procedían de entornos económicos y socialmente pobres. Eugenesistas tales como Davenport, el psicólogo Henry H. Goddard, Harry H. Laughlin y el conservacionista Madison Grant (todos ellos muy respetados en su tiempo) empezaron a ejercer presión para la aprobación de varias soluciones al problema de los «no aptos»: Davenport defendió la restricción de la inmigración y la esterilización como métodos principales; Goddard favoreció la segregación en su libro La Familia Kallikak: Un estudio de la herencia de la debilidad mental; Grant apoyó todas las medidas anteriores y muchas más, incluso examinando la idea del exterminio.
La eugenesia era ampliamente aceptada en la comunidad académica estadounidense. Para 1928, había 376 cursos universitarios diferentes en algunas de las escuelas líderes de Estados Unidos, con una asistencia de más de 20.000 estudiantes, que incluían a la eugenesia en su currícula. No obstante, tuvo detractores científicos (en particular, Thomas Hunt Morgan, uno de los pocos mendelianos que criticaron explícitamente a la eugenesia), aunque la mayor parte de estos se centró en lo que consideraron la cruda metodología de los eugenesistas y la caracterización de casi todas las características humanas como hereditarias, más que en la idea de la eugenesia en sí.
En su pico de popularidad a principios del siglo XX, la eugenesia fue apoyada por una amplia variedad de personalidades, incluyendo a Sir Winston Churchill, Margaret Sanger, H. G. Wells, el presidente Theodore Roosevelt y el premio Nobel Linus Pauling, y Sidney Webb. Esta idea no cambiaría hasta después de la Segunda Guerra Mundial.[cita requerida]